# Neochthonius latisetosus
Neochthonius latisetosus är en kvalsterart som beskrevs av Golosova och Karppinen 1984. Neochthonius latisetosus ingår i släktet Neochthonius och familjen Heterochthoniidae. Inga underarter finns listade i Catalogue of Life.